# Acanthistius joanae
Az Acanthistius joanae a sugarasúszójú halak (Actinopterygii) osztályának sügéralakúak (Perciformes) rendjébe, ezen belül a fűrészfogú sügérfélék (Serranidae) családjába tartozó faj.

## Előfordulása
Az Acanthistius joanae elterjedési területe az Indiai-óceán nyugati részén van, a Dél-Afrika partjainál.

## Megjelenése
Ez a halfaj legfeljebb 14 centiméter hosszú. Testének nagy részét és az egyes úszók tövét pikkelyek borítják. A farok-, mell- és hasúszók világosak, általában vörösek vagy narancsszínűek. Fején, egy nagy, ovális alakú, feketés-barna folt van, amely a kopoltyúra is átterjed. 26 csigolyája van.

## Életmódja
Az Acanthistius joanae szubtrópusi, nyílttengeri halfaj. 23-140 méteres mélységben tartózkodik.